# U-334
| U-334                      | U-334                                                          | U-334                                                          |
| -------------------------- | -------------------------------------------------------------- | -------------------------------------------------------------- |
|                            |                                                                |                                                                |
|                            |                                                                |                                                                |
|                            |                                                                |                                                                |
| Під прапором               | Третій рейх                                                    | Третій рейх                                                    |
| Спуск на воду              | 15 серпня 1941 року                                            | 15 серпня 1941 року                                            |
| Виведений зі складу флоту  | 14 червня 1943 року                                            | 14 червня 1943 року                                            |
| Сучасний статус            | затоплений                                                     | затоплений                                                     |
| Проєкт                     |                                                                |                                                                |
| Тип ПЧ                     | Торпедний ДПЧ                                                  | Торпедний ДПЧ                                                  |
| Основні характеристики     |                                                                |                                                                |
| Швидкість (надводна)       | 17,7 вузлів                                                    | 17,7 вузлів                                                    |
| Швидкість (підводна)       | 7,6 вузлів                                                     | 7,6 вузлів                                                     |
| Робоча глибина занурення   | 100 м                                                          | 100 м                                                          |
| Гранична глибина занурення | 220 м                                                          | 220 м                                                          |
| Екіпаж                     | 44 осіб                                                        | 44 осіб                                                        |
| Розміри                    |                                                                |                                                                |
| Довжина найбільша (по КВЛ) | 67,1 м                                                         | 67,1 м                                                         |
| Ширина корпусу найб.       | 6,2 м                                                          | 6,2 м                                                          |
| Висота                     | 9,6 м                                                          | 9,6 м                                                          |
| Середня осадка (по КВЛ)    | 4,70 м                                                         | 4,70 м                                                         |
| Водотоннажність надводна   | 769 т                                                          | 769 т                                                          |
| Озброєння                  |                                                                |                                                                |
| Артилерія                  | одна палубна гармата калібру 88-мм, одна 20-мм зенітна гармата | одна палубна гармата калібру 88-мм, одна 20-мм зенітна гармата |
| Торпедно- мінне озброєння  | 4 носових і один кормовий ТА. 14 торпед або 26 мін             | 4 носових і один кормовий ТА. 14 торпед або 26 мін             |

U-334 — німецький підводний човен типу VIIC часів Другої світової війни.
Замовлення на будівництво човна було віддане 23 вересня 1939 року. Човен був закладений на верфі суднобудівної компанії «Nordseewerke» у місті Емден 16 березня 1940 року під заводським номером 206, спущений на воду 15 серпня 1941 року, 9 жовтня 1941 року увійшов до складу 8-ї флотилії. Також за час служби входив до складу 3-ї та 11-ї флотилій.
Човен зробив 4 бойових походи, в яких потопив 2 (загальна водотоннажність 14 372 брт) судна.
14 червня 1943 року потоплений у Північній Атлантиці, південно-західніше Ісландії (58°16′ пн. ш. 28°20′ зх. д. / 58.267° пн. ш. 28.333° зх. д.) глибинними бомбами британського фрегата «Джед» і шлюпа «Пелікан». Всі 47 членів екіпажу загинули.

## Командири
- Капітан-лейтенант Гільмар Зімон (9 жовтня 1941 — 31 березня 1943)
- Оберлейтенант-цур-зее Гайнц Еріх (1 квітня — 14 червня 1943)

## Потоплені та пошкоджені кораблі[3]
| Назва          | Тип        | Належність      | Дата         | Тоннаж (БРТ) | Вантаж                                                                               | Статус    | Місце                                                       |
| William Hooper | суховантаж | США             | 4 липня 1942 | 7 177        | 8 486 т генеральних вантажів, включно з вантажівками, амуніцією та танками на палубі | потоплено | 75°57′ пн. ш. 27°15′ сх. д. / 75.950° пн. ш. 27.250° сх. д. |
| Earlston       | суховантаж | Велика Британія | 5 липня 1942 | 7 195        | 2 005 т військових вантажів та 195 машин, 33 літаки та паровий катер на палубі       | потоплено | 74°54′ пн. ш. 37°40′ сх. д. / 74.900° пн. ш. 37.667° сх. д. |